# 水彩

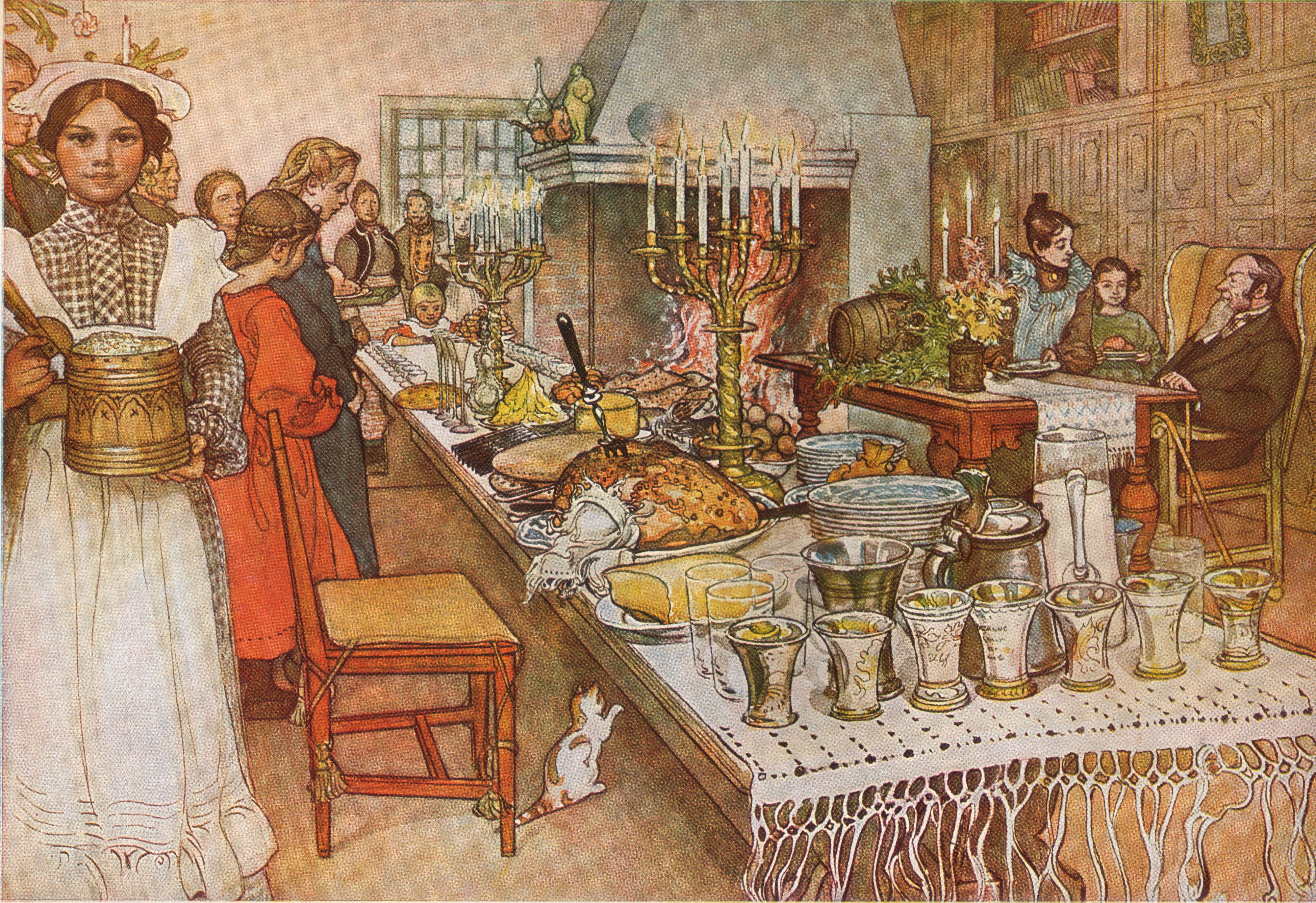
水彩画、カール・ラーション『クリスマス・イヴ』1904年 - 1905年

水彩（すいさい、英: Watercolor painting）は、水を溶剤とする絵具、およびその絵具を使用して描かれた絵画のこと。水彩絵具で描かれた絵を水彩画（すいさいが）と言う。
水彩画は"絵具を塗ってゆく"というより、"色水を塗ってゆく"というイメージの方がむしろ適している。空気の薄さや透明感、空間、それらを出すのにとても最適である。
また比較的低価格で購入する事が可能で、幅広い年齢層に、親しまれている。

## 歴史
水彩画の歴史は非常に古く、旧石器時代のヨーロッパで洞窟に描かれた絵にまで溯ると思われる。少なくともエジプト王朝時代から写本彩色のために水彩は使用され、特に中世ヨーロッパでも使用され続けてきた。中世の彩色写本は元々、パーチメント（羊の皮）やヴェラム（子牛の皮）などに卵白テンペラで描かれていたが、次第に紙にアラビアガムの展色剤で描かれるようになった。ヴェラムでは紙のようなにじみの効果は期待できず、技法的に現在の水彩とは隔たりがあった。芸術の手段としての継続的な歴史はルネサンス期から始まる。ドイツの画家アルブレヒト・デューラー (1471-1528) は、植物、動物、風景を描いた優れた水彩画を残していて、水彩画の最初期の代表的作家であると考えられている。ドイツのハンス・ボル (1534-1593) を筆頭とした重要な水彩画の流派がデューラー・ルネッサンスの一部として存在した。

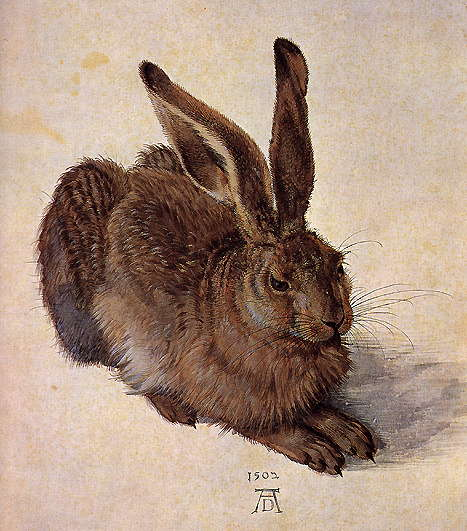
アルブレヒト・デューラー、『兎』、1502、水彩、アルベルティーナ素描版画館（ウィーン）蔵

このように、古い歴史がありながら水彩はバロック時代の油絵画家からはスケッチや模写あるいは漫画（サイズの小さいデザイン画）の道具として使用されるのが一般的だった。この初期の水彩画に於いて目立つ存在といえば、（英国滞在時の）アンソニー・ヴァン・ダイク、クロード・ロラン、ジョバンニ・ベネデット・カスティリオーネのほかオランダ、フランドルの画家が挙げられる。しかし、水彩画の歴史に於いて古くまた重要な伝統は植物画、生物画であろう。植物画はルネサンス期に人気が出て本や新聞の木版画に彩色を施したり、羊皮紙や紙に描いたドローイングに彩色を施したりした物であった。植物画は初期から精巧で完成した水彩画の分野であり、今日でも、対象をフルカラーで理想化し明確に捉えまとめることができる特徴により科学的な出版物や博物館の出版物のイラストレーションに使用されている。生物画は19世紀にジョン・ジェームズ・オーデュボン等により最盛期に達した。今日でも多くのフィールドガイドは水彩画で彩られている。

### 英国の水彩画
幾つかの要因が重なり水彩画は18世紀に特に英国で広く普及し、貴族の子女、特に女性にとって教養の一つとなっていた。一方で水彩は鑑定家、測量士、軍人、技術者等から現場で地勢、防御施設、地形を記録する場合や公共の事業や依頼されたプロジェクトのイラストを作成する際の利便性により高く評価されていた。
ディレッタンティ協会（1734年結成）が資金提供した地質学や考古学の探検にはアジア、アメリカ大陸、地中海沿岸での発見を記録するために水彩画家が同行した。このような背景から地誌的風景画家の需要が高まった。彼らは当時の若者に人気のあったイタリアへのグランドツアーの名所の土産用の絵を量産した。18世紀後期、英国の牧師ウィリアム・ギルピンは英国の田舎の旅を記録して大人気となった "ピクチャレスク" な旅の本を書いた。その本は彼自身による教会の廃墟、古城、渓谷をモノクロームの水彩で描いた絵で彩られていた。彼の本は個人的な旅行記での水彩の人気を高めた。これらの文化的、技術的、科学的要求、旅行者、アマチュアの興味が重なったことにより英国の水彩画は「国民的美術」と言えるまでに発展普及した。当時活躍した偉大な水彩画家にはトマス・ゲインズバラ、ジョン・ロバート・カズンズ、フランシス・タウン、マイケル・アンジェロ・ルーカー、ウィリアム・パース、トマス・ハーン、ジョン・ウォリック・スミスがいる。ウィリアム・ブレークは銅版画と詩を一緒に版刻して手彩色を施した本をいくつか出版したり、ダンテの『神曲』の挿絵を手がけ、大きな水彩によるモノタイプを試行したりしている。
18世紀末から19世紀にかけて、印刷された本と英国内で生み出される美術作品の需要が水彩の需要を飛躍的に高めた。水彩画は風景画集や旅行者の土産となる銅版画の元になる資料として使われた。また、水彩のオリジナルの作品や有名な作品の模写をコレクションに加える上流階級の人も増えた。ルドルフ・アッカーマンにより出版されたトマス・ローランドソンの風刺画もとても人気があった。

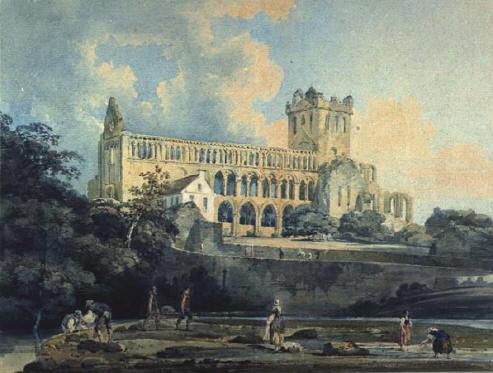
トマス・ガーティン、『Jedburgh Abbey from the River（川からのジェドバラ修道院の眺め）』、1798-99、紙に水彩

水彩を成熟し独立した絵画のメディアとして確立するのに三人のイギリス人に功績があったとされる。「イギリス水彩画の父」と呼ばれるポール・サンドビー (1730-1809) 、大きなサイズのロマン派的またはピクチャレスクな水彩風景画の先駆者トマス・ガーティン (1775-1802) 、そして水彩画に最高の洗練と完成された作品としての地位を与え何百という卓越した歴史、地誌、建築、神話の分野の絵画を水彩で作製したジョゼフ・マロード・ウィリアム・ターナー (1775-1851) である。彼は段階を追って水彩画を作成した。最初に濡れた紙を薄い色でおおまかに色面分けした後、ウォッシュやグレーズによってイメージを整えるという手順で、手工業的工場並みの効率性で大量の作品の製作を行うことが可能だった。このため、その類の初めてのものとも言える彼の個人的ギャラリーの売り上げも一役買って億万長者になることができた。ターナーやガーティンの同時代人で非常に才能があり重要な作家にはジョン・ヴァーリイ、ジョン・セル・コットマン、コプリー・フィールディング、サミュエル・パーマー、ウィリアム・ハヴェル、サミュエル・プラウト等がいる。スイスの画家のデュクロもサイズの大きい、ロマン派的な水彩画で広く知られている。

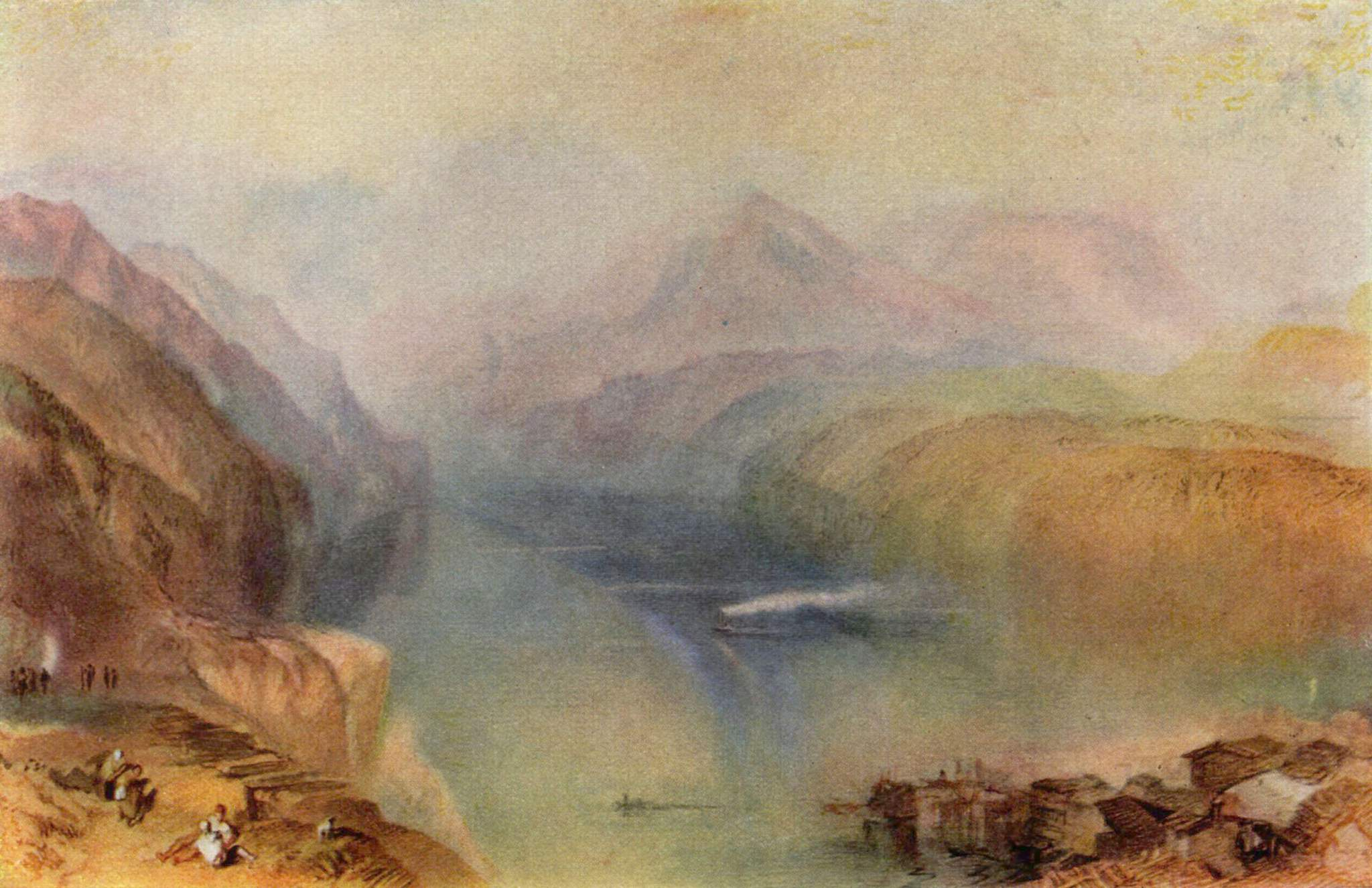
J・M・W・ターナー、『アルプス風景』、1802、テートギャラリー

アマチュアの活動、出版の需要、中産階級の美術収集、19世紀の絵画テクニックが合流し現在の英国王立水彩画家協会 (the Royal Watercolour Society) の前身である水彩画家協会 (the Society of Painters in Water Colours (1804)) や新水彩画協会 (New Water Colour Society (1832)) 、スコットランド水彩画家協会が設立された。これらの協会は毎年展覧会を行い多くのアーティストにコレクターを紹介する他、つまらない美術上の地位の争いや美学上の論争（特に伝統的な透明水彩とボディカラーやガッシュと呼ばれる不透明水彩の間）の舞台となった。ジョージ王朝時代後期からヴィクトリア朝時代は水彩で最も印象的な作品が作られた英国水彩画の絶頂期と言える。その当時の代表的な画家は、上記のターナー、ヴァーリイ、コットマンやデビット・コックス、ピーター・デ・ウィント、ウィリアム・ヘンリー・ハント、ジョン・フレデリック・ルイス、マイルズ・バーケット・フォスター、フレデリック・ウォーカー、トマス・コリアー等が挙げられる。特にリチャード・パークス・ボニントンの趣のある宝石細工のような風俗画は、1820年代に国際的な（特にフランスとイギリス）水彩画のブームを起こした。

### 日本の水彩画
日本には、大和絵、肉筆浮世絵など版画以外で長い絵画の歴史がある。油彩を含めた西洋の絵画が伝わると、日本に従来あった技法を踏まえた国産絵画は日本画と呼ばれるようになった。
水彩画は幕末から明治初期にかけて伝わり、明治30年代後半に大きなブームとなった。みづゑ（水絵）とも呼ばれた。普及に大きな貢献をした画家・大下藤次郎は明治34年（1901年）に入門書『水彩画之栞』を刊行してベストセラーとなり、明治38年（1905年）には専門雑誌『みづゑ』（美術出版社）を創刊した。

## 道具

### 水彩絵具

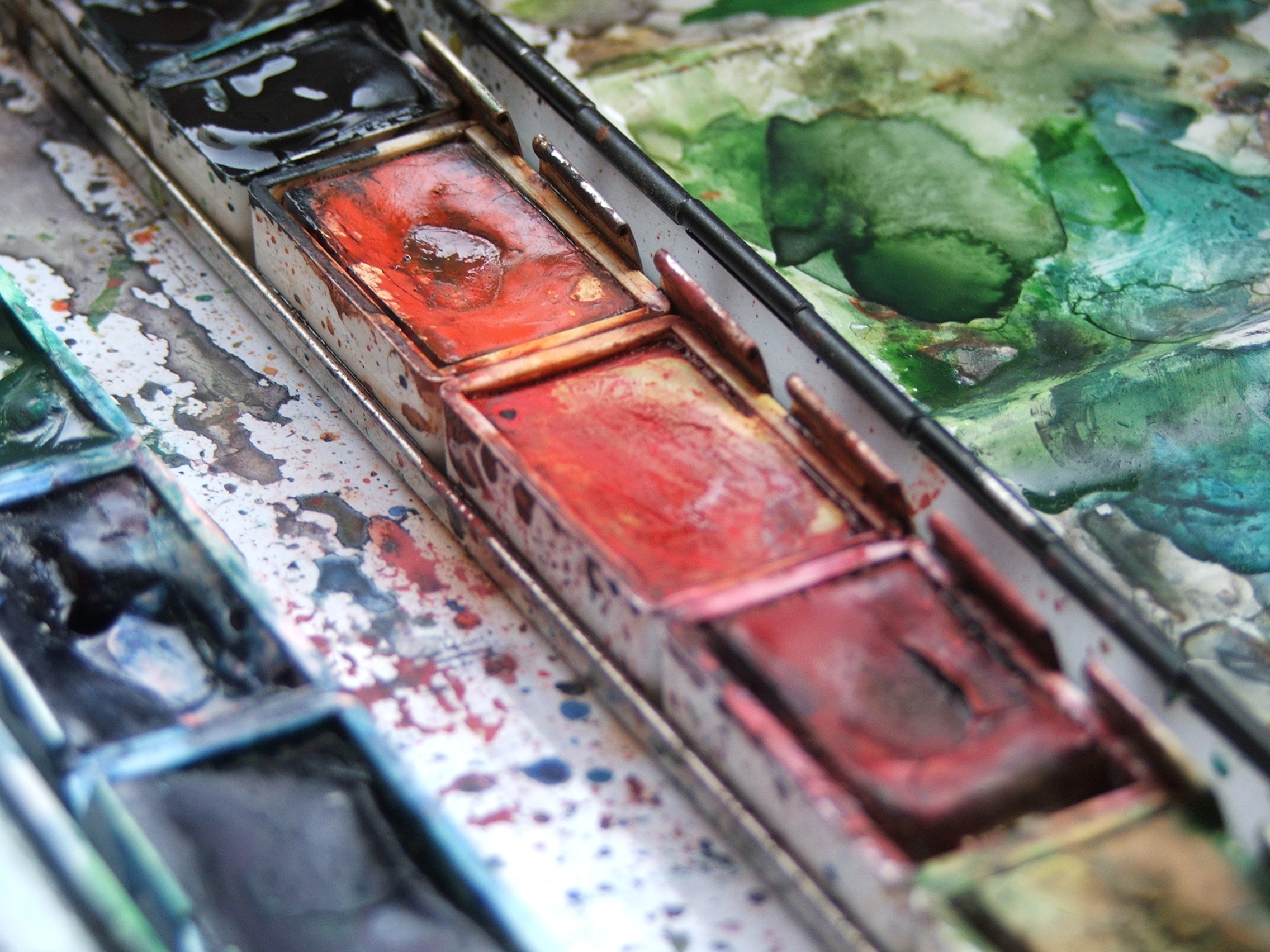
固形水彩絵具

水彩絵具は、透明水彩絵具（ウォーターカラー）と不透明水彩絵具（ガッシュ）に分類される。形態別にはチューブや瓶入りの練り絵具と固形絵具があり、固形絵具には半乾燥させたパンカラー（キャラメルカラー）と乾燥粉末を固めたケーキカラーがある。
透明水彩・不透明水彩ともに、主原料は顔料と展色材であるアカシア樹脂（アラビアガム）で、そのほか保湿剤や防腐剤などを含む。伝統的製法では保湿剤として蜂蜜や水飴が使われるが、産業革命以後に工業的に生産されるようになってからはグリセリンが広く使われている。保湿剤の助けにより、アラビアガムは固化しても再度水に溶け出すため、水彩絵具は乾燥後も再使用できる。
透明水彩はアラビアガムを多めに含むことで、分散する顔料の隙間から支持体（紙など）の色が透け、薄い塗りに適する。不透明水彩は顔料と増粘剤を多めに含むことで、支持体の色を覆い隠し、厚い塗りに適する。見た目にも透明水彩は光沢を帯び、不透明水彩は艶消しになる。屈折率の高い油に一貫して覆われる油絵具とは異なり、水彩絵具は水を溶媒とする都合から、着色顔料と展色材との屈折率の一致がもたらす透明性は利用されていない。ただし高い屈折率を持つ白を混ぜることで不透明感を強化する技法は、古典的なガッシュ（ボディーカラーとも呼ばれる）の処方として使われてきた。
一般的に単に水彩と言った場合は透明水彩を指すことが多く、不透明水彩はガッシュ（グワッシュ）と呼ばれ、技法上も異なる発展をしてきたが、併用は珍しくない。商業美術用のポスターカラーや日本の学童用水彩絵具も不透明水彩に分類されるが、これらは作品の長期保存を考慮した専門家用絵具とは異なり、より安価な顔料、体質顔料、アラビアガムの代替であるデキストリンを多く使用する。また日本の学童用水彩絵具は濃く使うと不透明、薄めると透明性を呈する中間的な性質に調製されており、半透明水彩絵具とも呼ばれる。
水彩画の保存性は、絵具のみならず支持体や額装も含めて考慮されるべきだが、水彩画の耐光性は決して高くなく、美術館の展示では50ルクス・3000時間/年程度の制限照度が推奨される（油画は150-200ルクス・3000時間/年程度）。専門家用絵具では色ごとの使用顔料と耐光性等級の表示が慣例であり、ASTM D5067／D5724には品質・表示の規格が定められている。水彩絵具に使われる顔料は、鉱物などを原料とする無機顔料と、石油など有機化合物を原料とする有機顔料に大別され、一般的には有機顔料の耐光性は劣る傾向がある。しかしながら伝統的な無機顔料には重金属を含むものが多くあることもあり（#注意事項参照）、高堅牢性を備えた新しい高級有機顔料の利用・開発が進んでいる。また褪色の原因にもなる酸などの汚染ガスに対しては、展色材のアラビアガムが多少の保護効果を持っていると考えられている。
メーカーにより、絵の具の粒子が粗いあるいは細かい、同じ色名でもヒューやチント（代替顔料）を中心として顔料が異なる、同じく色味も異なる、耐光性や発色性など特長が存在し、用途により様々なメーカー製のものを利用することもある。
国内メーカーではホルベイン、クサカベ、春蔵絵具、まっち、ターナー、寺西化学工業等の絵具専門メーカーに加え、大手文具メーカーのサクラクレパス、ぺんてる、も製造・発売している。
海外メーカーではウィンザーニュートン（Winsor & Newton）、シュミンケ、ダニエルスミス(Daniel Smith)、ペリカン等が知られている。

### 筆
水彩筆に使われる獣毛の種類は、イタチやリス、ウシ、ウマ、豚など、それ以外の素材ではナイロン製など多数存在する。近年ではナイロンに特殊な加工を施し、動物毛に近づけたものも売られている。特にイタチやリス毛を用いた筆が適するとされている。イタチやテンの毛で最高級のものをコリンスキーと呼ぶ。費用対効果が高いとは言えないが、素晴らしい効果を上げる。フランスの「ラファエル」（Raphaël）や英国のウィンザーニュートンのシリーズ7などの評価が高い。短軸の筆が「水彩用」として販売されているが、制作の現場では長軸の筆が使用されることもある。油彩筆の中でも水彩に適するものもある。ただ油彩筆でも豚毛は硬くて腰があるので紙を痛める危険性があるので、使うのを避けたほうが望ましい。ただし、豚毛の水彩筆も存在するのと、表現の技法によりその限りではない。マングース筆を使う人もいるが、豚よりは軟らかくても使用は避けたほうがいい。

### 紙
水彩用の紙は、一般には水彩紙と呼ばれる専用の紙を使う。不透明水彩では製図用のケント紙なども使われる。極端な例では吸水性がよい紙で水墨画風に描ける紙も存在する。水彩画法では微妙なぼかしをするために、描画前に紙を濡らして描くこともある。その他、キャンバスに水張りしたもの、ブロック状のもの、ボード状のものなどが用いられる。薄手の用紙だと反り返ってしまい描きにくい場合には、300グラム程度の厚さの紙を用いるとよい。アルシュ、ウォーターフォード、ストラスモア、ラングトン、ワトソン等が知られている。
原料はコットン（木綿）、パルプが多い。中には竹やガラスを原料としたものもある。今はあまりないが、布くずを原料としたラグを原料とした紙もあって最高品質で耐久性が非常に高い。それぞれに特徴を備えており、コットンは乾きにくい(保水性が最高)、パルプは乾きやすいといった性質を備える。
当然の事ながら、絵の具と同じく絵の質感が左右される重要な画材である。そのために目的にあったものを選ばなければならない。例えば製造者によりボタニカルアート向けなどがある。紙の色もナチュラルホワイトやホワイトなどが存在し、透明水彩では紙地の色が絵の具を超えて透過する事が多いためその差が大きく出ることもある(後述の技法)。紙は基本的に細目、中目、荒目と表面が区分され、さらに紙の厚さにより300g等と分けられる。例えば荒目は絵の具の乾きが遅いため滲みやぼかしの技法に向く、細目は紙の目が邪魔にならないので緻密な絵に向く、中目はどの技法もある程度無難にこなせるため初心者向きなどの特長が存在する。他にも吸水性がよい紙、極端なものでは弾き気味の紙等特徴を備えているものもある。紙は個人個人の表現の差が現れるため重要であるが、結局は表現の方法や使用する技法、人の好みであるため使用される紙は多種多様である。

### その他

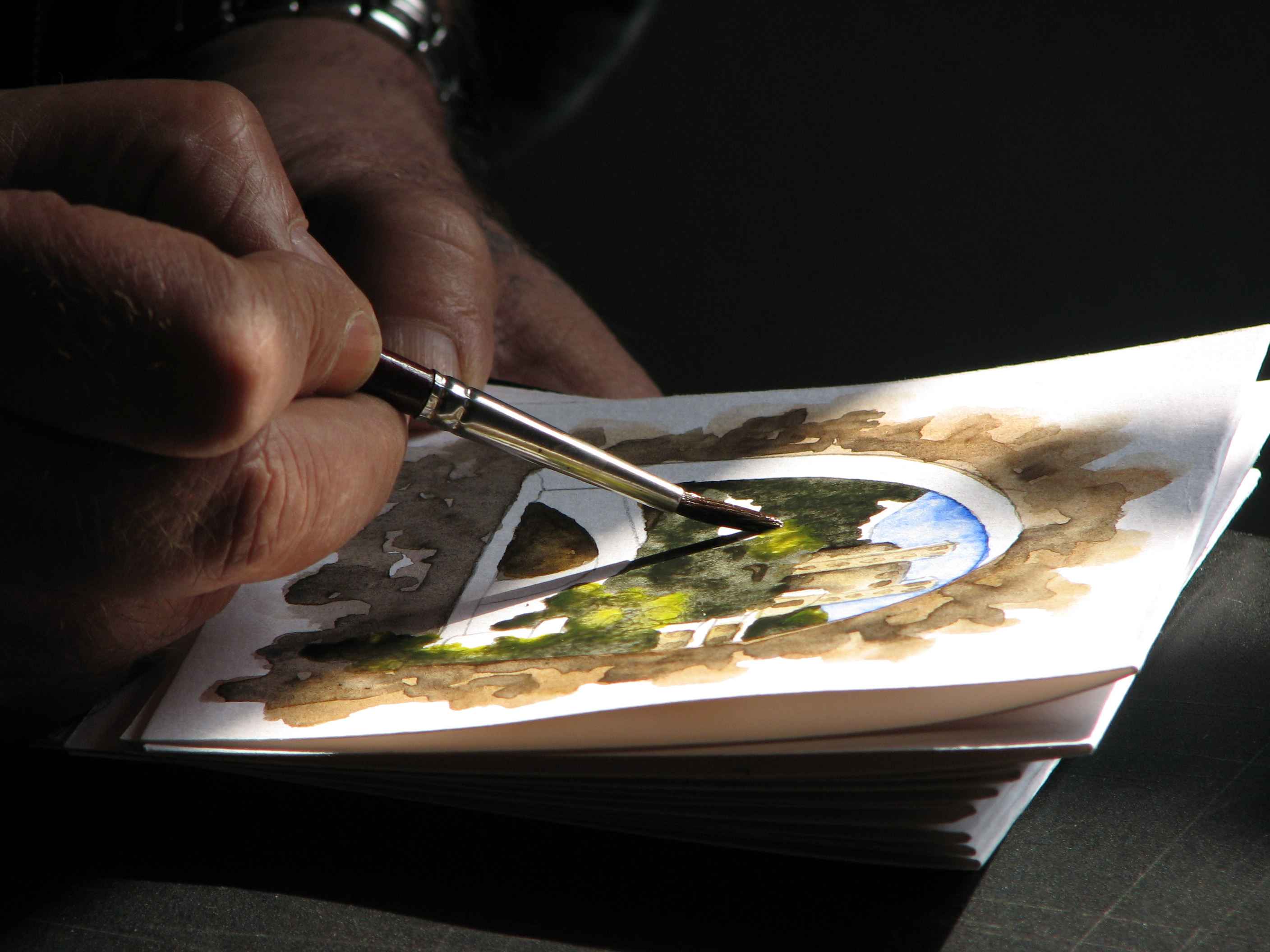
水彩画の制作風景

パレット
絵具を並べ、また調色する道具。水彩画用パレットは液が流れ出ない程度の深さや仕切りをもつ。練り絵具を並べるものや、固形絵具容器を並べるもの、ポスターカラーに適したデザインパレットなどがある。日本画用の平皿・梅皿も用いられる。汎用の皿やバットなどでも代用できる。
筆洗
筆に水を補給したり、筆を洗ったりするための水入れ。一般に複数の槽を備えており、洗う水ときれいな水とに使い分けたりできる。汎用のバケツや広口瓶などでも代用できる。
スポンジ
リフティング（色抜き）や水分調整、広い面の塗布などに用いる。布や衛生用紙などでも代用できる。
画板
スケッチなどの際に下敷きとして用いる板。水張りで木製パネルを使うこともある。
鉛筆
硬度は様々。下描きや主線入れに使う人もいる。紙の表面を痛めないよう練り消しを用いる。
溝引き棒
溝引き定規を使って線を引く際に用いられる。
メディウム
絵具に添加して性質を変える薬品。絵の具ののびをよくするオックスゴール（界面活性剤）や、透明性・光沢を高めるアラビアガム溶液、きらめきを与えるイリデッセントメディウム（雲母とアラビアガム溶液の調合物）などがある。
マスキング液
色を塗りたいが後で塗る、滲みを嫌う箇所、そもそも塗りたくない場所に色止めとして使う。クレヨンやローソク、アラビアゴムを利用する人も居るが、クレヨン・ローソクは永久的なマスキング、アラビアゴムは微妙な滲みなど一長一短がある。
ナイフ、ヤスリ、へらなど
削り落としや掻き落としで利用する。爪や筆の柄も使われる。

## 水彩画における技法

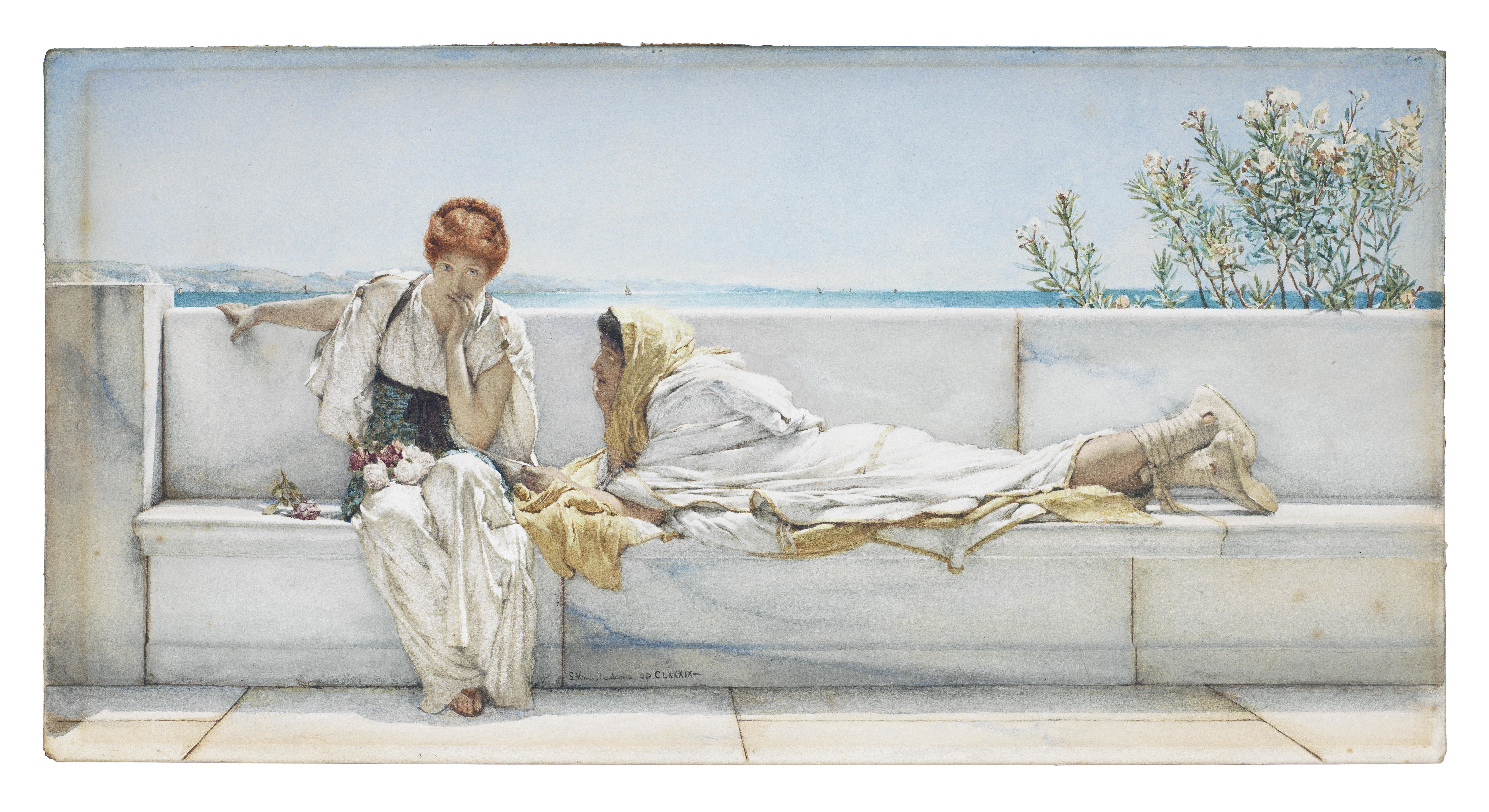
透明水彩画（ローレンス・アルマ＝タデマ）
アルマ＝タデマは白絵具を使わない純粋な透明水彩画を志向した。

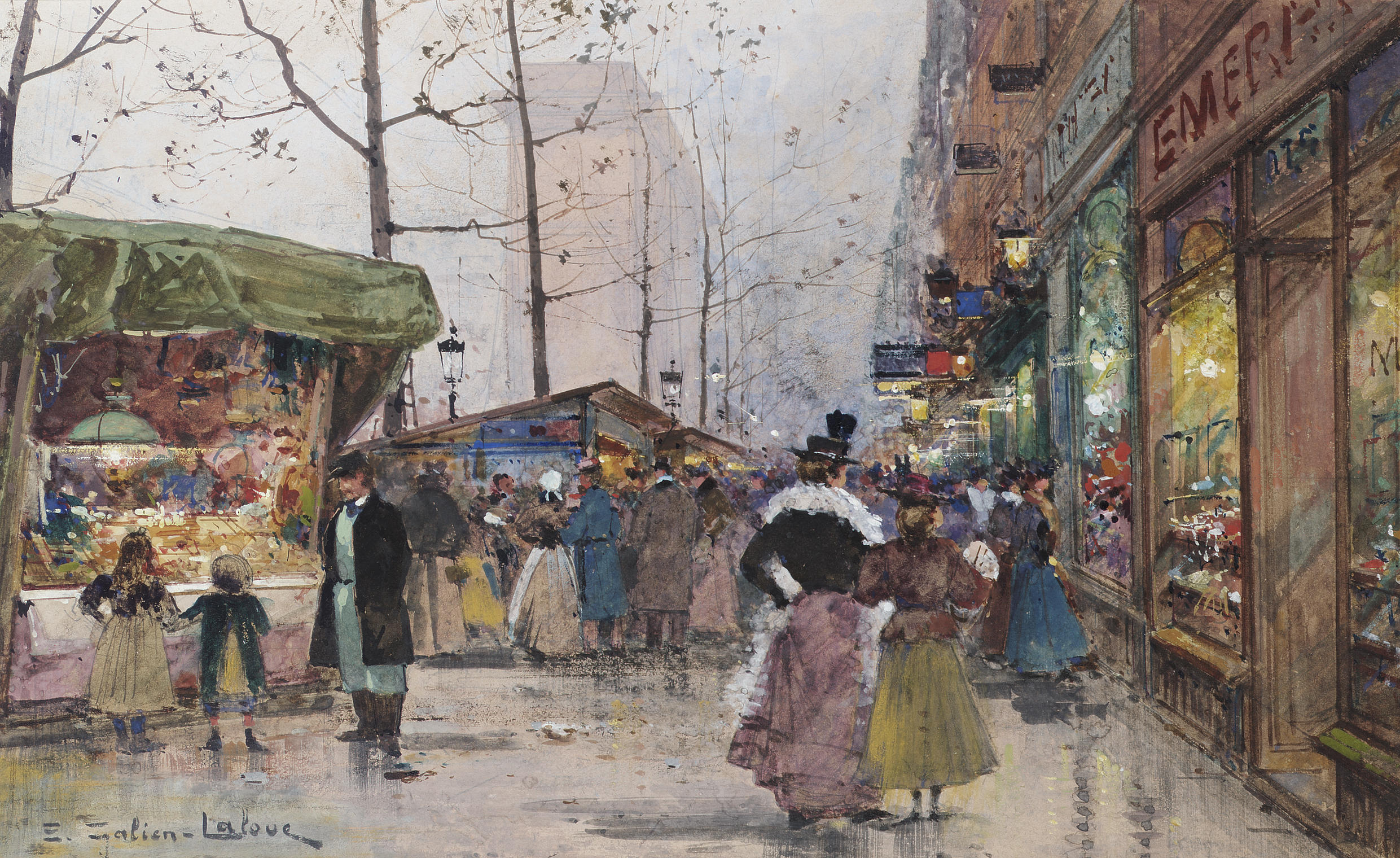
ガッシュ画（ウジェーヌ・ガリアン＝ラルー）

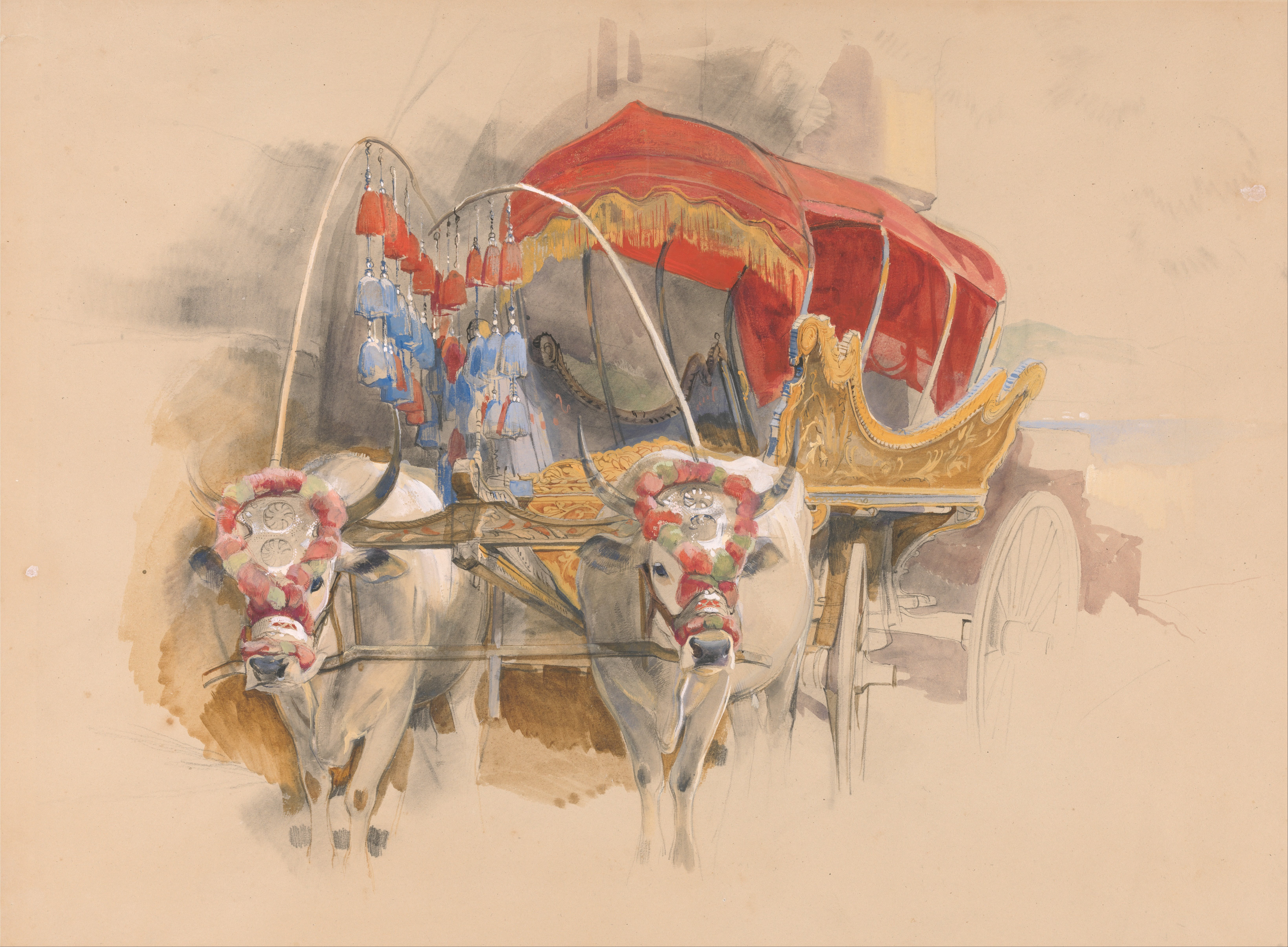
ベージュの紙を使った、透明水彩とガッシュの併用（ジョン・フレデリック・ルイス）

水彩には、主に透明画法と不透明画法（ガッシュ）があり、画家によりその使い分け、併用の程度は異なる。透明画法は、ウォッシュ技法を基本として、塗り重ねにより色が深くなる重色効果を利用し、白や淡色は塗り残しや薄塗りによって紙色を利用して表現される。不透明画法（ガッシュ）は、隠蔽力のある色で塗られ、白や淡色を含むすべての色が絵具自体の色で表現されうる。ガッシュは透明画法に比べて加筆修正が容易であり、着色紙や油彩用の剛毛の画筆が使われることもある。
水彩画は紙（完全な白紙や微妙に黄色掛かった白紙、大胆な例では完全な色紙）によってもその質感は大幅に変わる。ウォッシュ技法では水分が多く流動性のある絵具を扱うが、このコントロールにも紙は影響し、例えば荒目の紙を用いると、絵具が窪みに留まりやすく、粒状性のある絵具の効果が表れやすい。また吸収を抑えるサイジング（にじみ止め）の強い紙を用いると、乾きにくい分描画時間に余裕が生まれ、吸収されにくい分発色が鮮やかになる。必要に応じ画面を傾斜させて描く画家もいる。
以下は主な技法である。
ウォッシュ
薄く溶いた絵具で濡らすように塗る。単色で用いるほか、似た色や大きく異なる色を組み合わせ、グラデーションやぼかし表現を得る際にも用いられる。
ウェット・オン・ドライ
乾いた面の上に色を乗せる。重色効果や、はっきりしたエッジ（境界）が得られる。透明色で深みのある重色を得る技法をグレージングという。
ウェット・オン・ウェット
絵具や水で濡れたり湿った面に色を乗せる。混色効果や、エッジの定かでない、にじみ効果が得られる。
ドロッピング
日本画で言う垂らし込み。細目の紙で有効。
バックラン
乾きかけた面に色や水を置くことで、複雑な樹状模様のにじみ効果を得る。
塩
濡れた色の面に塩粒を撒くことで、複雑な樹状模様の色むらを得る。
ウォッシング（洗い出し)
塗った色を、水を浸み込ませた筆や布で溶かし落とす。下塗り（ファースト・ウォッシュ）を大量の水で洗い流し、紙に染まった色を利用する技法もある。
リフティング
塗った色を拭き取ったり、吸い取る。一度、絵の具が乾いてから水で溶かしてから拭く、乾く前に拭く等、目的により様々である。
色止め（防色）
マスキング液やローソク、クレヨン、アラビアゴムで紙や塗った部位を保護する。これ以上塗らない、後で塗るときに利用するが、マスキング画材によって大幅に作風が変わる。ローソクやクレヨンは永久的な保護に向く。人によっては絵がほぼ完成したときに、他所をほんの少しかき進めるために保護する場合がある。
スクラッチング（スクレイピング）
掻き落し。ナイフ、やすり、へら等で塗った場所を掻き落す。乾いた状態で表面を削り取る場合もあれば、濡れた状態で絵具を掻き落とす場合もある。ハイライトの効果を出せるが、当然、丈夫な厚手の紙が向いている。
ドライブラシ
水分をほとんど含まない筆で描く。テクスチャを反映したかすれの効果が得られる。主に不透明絵具で、筆をすりつけてぼんやりとした効果を得る技法をスカンブリング（すりぼかし）という。
スパッタリング
あらかじめマスキングした紙の上で、絵の具を含ませた筆を持ち手の付いた専用の金網に弾くようにして色を乗せる。筆は専用のブラシがあるが、毛が硬ければ絵の具の筆や歯ブラシなどでも応用できる。似た技法のエアブラシに比べ粒子が粗い分手作りの温かみが出る。
耐水性絵の具
アクリル絵具を始めとする、着色後乾いたら水で濡らしても色落ちしない絵の具の総称。一番下の下地のウォッシュに使い溶け出さないようにする人もいれば、細筆で主線を入れるために使う人もいる。ただし、耐水性でも油絵具は紙を傷めるので避けること。
水張り
準備の技法であり、紙を板に張って用いる。詳しくは項目参照。
その他様々な技法が存在する。水彩画は筆を使用して描かれる…というイメージが強いが、歴史を積み重ねるにつれ様々な近現代的工業製品が多数出回り(例えば、スポンジなど)、その身の回りのものが画材となりうるのが水彩画の大きな特徴である。例えば、植物の茎の表現にラップを、溶けるという最大の特徴を持つ水彩絵の具への洗いの拭き取りに綿を、またはスポンジを利用したり、草の表現に櫛を利用したりも出来る。そのため無数に技法あるいは画材が身の回りに無数にあると言って良い。無論それらも人によってもやり方は様々である。

## 注意事項
- 絵具は基本的に人体に使用してはならない。特に、筆先を舐めて湿らせたりする行為は避けるべきである。
- カドミウム系（カドミウムイエロー等）、コバルト系（コバルトバイオレット等）、クローム系（クロームイエロー等）[45]、バリウム系（レモンイエロー等）、水銀系（バーミリオン等）の顔料を使用した絵具[46]は重金属を含み、毒性があるので注意すること。ただし、近年外国製の顔料では顔料純度が低下したため相対的に毒性も低下したカドミウム顔料や、有害物質をかなり減らすことに成功したコバルト顔料などが登場した他、安全で高品質の新しい顔料が開発され、従来の有害な顔料に代替されるなど、安全性が向上しつつある。
- 防腐剤としてフェノールなどの有害物質が使われてきた。フェノールは空気中に放散する揮発性有機化合物（VOC）で、独特の刺激臭や粘膜・皮膚への刺激性があるため充分な換気が望ましい[47]。匂いがない製品向けに代替も進んでいる[48]。